# Telesforo Fini
(Telesforo Fini)
Telesforo Fini (Ravarino, 21 ottobre 1888 – Modena, 22 dicembre 1971) è stato un imprenditore italiano.

## Biografia
Nacque nella campagna a nord di Modena da una famiglia di estrazione agricola. Il padre Fortunato era un mezzadro che, grazie alla propria intraprendenza, aveva capito che l'espansione economica della città necessitava anche di un maggiore approvvigionamento di carni e derrate agricole: trasferitosi da Ravarino ai Mulini Nuovi, un gruppo di case a metà strada fra la città e la frazione di Albareto, aveva sviluppato un piccolo commercio di bestie, migliorando quindi le condizioni economiche della famiglia. Fu così che il piccolo Telesforo poté frequentare alcuni anni di scuola a Modena.
Fu qui che a dieci anni venne "messo a bottega" presso una delle più famose salumerie della città, presso la quale imparò le tecniche di lavorazione delle carni suine, nei circa dodici anni di apprendistato.
Finito il servizio militare, dopo aver sposato Giuditta Ferrari - figlia dei gestori della salumeria dei Mulini Nuovi - aprì con lei una piccola attività a Modena, di fianco alla chiesa di San Francesco.
Durante gli anni venti Fini ebbe quattro figli, Giulietta, Tilde, Pia e Giorgio.

## Il negozio ed il ristorante
Dopo il servizio militare decise di dare una svolta alla sua vita: si sposò con Giuditta Ferrari, nata anche lei ai Mulini Nuovi dove i genitori gestivano una salumeria, e nel 1912 aprì un negozio nel centro di Modena, in corso Canalchiaro.
Si trattava di fatto di una piccola azienda che coinvolgeva tutta la famiglia, con il padre Fortunato che selezionava i maiali migliori, mentre Telesforo nel retrobottega li lavorava e preparava i salumi, ed infine la moglie Giuditta serviva la clientela e preparava quegli stessi tortellini che nel tempo avrebbero avuto tanta parte nelle fortune dell'azienda di famiglia.

In breve tempo il negozio divenne noto in tutta la città per la qualità dei prodotti.
Durante la prima guerra mondiale in fondo alla vicina Contrada San Paolo vi eran un ospedale militare. Dopo qualche tempo venne il primario del nosocomio chiese a Giuditta di preparare quotidianamente i pasti per i medici. In breve il retrobottega della salumeria venne frequentato non solo dai sanitari, ma anche dai parenti che venivano in visita ai militari feriti.

## Espansione dell'attività
Alla fine degli anni venti il ristorante divenne una struttura ormai consolidata, e Fini allargò la propria attività oltre la salumeria, rilevando un punto vendita all'ingrosso ed al minuto di alimentari dall'altra parte della città, in prossimità della Chiesa di San Biagio.
Si stava vivendo una fase di sviluppo economico della città, legato soprattutto alle industrie siderurgica e metalmeccanica. I cambiamenti demografici e l'accresciuto potere d'acquisto degli stipendi, imposero anche a Fini un ripensamento in senso industriale della propria attività, per cui all'inizio degli anni quaranta venne aperto un laboratorio per la lavorazione delle carni suine e bovine in comune di Castelnuovo Rangone.
Appena dopo la guerra, nel 1947 Fini costruì al posto della vecchia casa dei Mulini Nuovi un moderno stabilimento di produzione: la produzione delle carni che si era finora svolta a Castelnuovo si trasferì in città, affiancata anche dalle paste, dagli zamponi, dalle composte, dalle ceste natalizie e in particolare dall'aceto balsamico. Fini già da anni aveva intuito le potenzialità industriali e di grande distribuzione degli aceti modenesi, divenendone quindi in breve il più importante produttore della provincia.
Erano gli anni della ricostruzione in una città che stentava a risorgere dalle distruzioni belliche, dilaniata dagli odi e dalle forti passioni politiche. L'importante investimento, e la grande crescita produttiva di Fini legarono indissolubilmente il nome della famiglia alla città. Il nome di Fini, fino a quel momento relegato ad una certa notorietà in ambito locale, iniziò a diffondersi al resto della penisola, e non solo.
Negli anni cinquanta i prodotti fini iniziarono ad essere venduti in vari paesi europei, in piccole quantità, ma solamente nei negozi più ricercati, contribuendo a legare il marchio ad un'idea di grande qualità. Alcuni agenti in quegli anni iniziarono a sondare le potenzialità commerciali delle Americhe, in particolare Brasile, Argentina, Venezuela e Cile.
Nel 1958, assieme al figlio Giorgio, coglie una delle più importanti occasioni fornite dalla diffusione dell'automobile e dalla costruzione della rete autostradale, e stringe un accordo con Agip per la gestione del ristoro nelle aree di servizio.
Da questo momento Telesforo iniziò progressivamente a lasciare il controllo dell'azienda nelle mani dei figli, in particolare di Giorgio.
Telesforo Fini si spense a Modena il 22 dicembre 1971.